# HD90277
HD90277 — хімічно пекулярна зоря спектрального класу A9, що має видиму зоряну величину в смузі V приблизно  4,7.
Вона  розташована на відстані близько 207,0 світлових років від Сонця.

## Фізичні характеристики
Зоря HD90277 обертається 
порівняно повільно 
навколо своєї осі. Проєкція її екваторіальної швидкості на промінь зору становить  Vsin(i)= 34км/сек.

## Магнітне поле
Спектр даної зорі вказує на наявність магнітного поля у її зоряній атмосфері.
Напруженість повздовжної компоненти поля оціненої з аналізу
наявних ліній металів
становить    9,0±  20,0 Гаус.